# Avram Iancu (Alba)
Pour les articles homonymes, voir Avram Iancu (homonymie).
Avram Iancu (hongrois : Felsővidra, allemand : Ober-Wider) est une commune située dans le județ d'Alba, dans le pays motse, en Transylvanie, en Roumanie. Son nom d'origine était Vidra de Sus, le mot vidra désignant une loutre et de Sus  signifiant « d'en haut ». En 1924 la commune est renommée après Avram Iancu, avocat né dans la commune, participant à la renaissance culturelle roumaine et l'un des leaders de la révolution roumaine de 1848. 

## Géographie
La commune regroupe trente-trois villages et 1271 habitants : Achimețești, Avram Iancu, Avrămești, Bădăi, Boldești, Călugărești, Cârăști, Cârțulești, Căsoaia, Cândești, Cocești, Cocoșești, Coroiești, Dealu Crișului, Dolești, Dumăcești, Gojeiești, Helerești, Incești, Jojei, Mărtești, Orgești, Pătruțești, Plai, Pușelești, Șoicești, Ștertești, Târsa, Târsa-Plai, Valea Maciului, Valea Uțului, Verdești et Vidrișoara.

## Tourisme
Les principales attractions touristiques sont la maison natale d'Avram Iancu et le vaste réseau montagnard de maisons d'hôtes entretenues par les habitants locaux. La région est célèbre pour ses paysages montagnards et sa gastronomie biologique. 

## Économie
Les principales activités économiques dans la communauté sont l'agriculture (principalement de l'élevage), l'exploitation forestière et depuis les années 2000, la croissance rapide de l'agrotourisme.

## Démographie
Au recensement de 2011, 86,36 % de la population se déclarent roumains et 10,08 % roms ; 3,36 % ne déclarent pas d'appartenance ethnique et 0,18 % déclarent appartenir à une autre ethnie.

## Politique
| Parti | Parti                                                 | Sièges |
| ----- | ----------------------------------------------------- | ------ |
|       | Parti national libéral (PNL)                          | 4      |
|       | Parti Roumanie unie (PRU)                             | 2      |
|       | Parti social-démocrate (PSD)                          | 1      |
|       | Union nationale pour le progrès de la Roumanie (UNPR) | 1      |
|       | Alliance des libéraux et démocrates (ALDE)            | 1      |
|       | Parti Mouvement populaire (PMP)                       | 1      |
|       | Parti des Roms « Pro-Europe »                         | 1      |

### Liste des maires successifs
| Identité            | Période           | Période           | Durée              | Étiquette |
| Identité            | Début             | Fin               | Durée              | Étiquette |
| ------------------- | ----------------- | ----------------- | ------------------ | --------- |
| Sandu Heler (d),    | 2004              | 1er novembre 2024 | 20 ans             |           |
| Ciprian Rîșteiu (d) | 1er novembre 2024 | En cours          | 4 mois et 13 jours |           |